# Sulzbacher Adlerbräu
Koordinaten: 49° 0′ 13″ N, 9° 29′ 57,7″ O
Die Adlerbrauerei G. Neff Sulzbach/Murr, meist Sulzbacher Adlerbräu genannt, war eine Brauerei mit Gaststätte in Sulzbach an der Murr (Baden-Württemberg), die von 1865 bis 1985 bestand.

## Geschichte
Im Jahr 1700 wurde in Sulzbach der Brauereigasthof „Zum Adler“ erbaut. 1865 heiratete die Witwe des bisherigen Inhabers Ludwig Krautter den Brauer und Küfer Georg Neff aus Creglingen. Dessen Sohn Gustav Neff übernahm Ende des 19. Jahrhunderts den Betrieb und benannte 1907 die Brauerei nach der Gastwirtschaft; nach seinem Tod im Jahr 1924 führten seine Söhne Karl und Eugen Gaststätte und Brauerei fort. 1938 wurde der Gasthof renoviert und das Zierfachwerk freigelegt, 1963 jedoch abgerissen. Bereits 1957 war die ebenfalls als Fachwerkhaus erbaute Scheuer einem Erweiterungsbau der Brauerei zum Opfer gefallen.
Mit 30 Mitarbeitern wurden 30.000 Hektoliter Bier pro Jahr hergestellt und damit Gaststätten und Getränkehändler im Umkreis von 50 km beliefert, Flaschenbier wurde auch über Hausverkaufsstellen vertrieben. Diese kleinen Händler verschwanden allmählich vom Markt, und so wurde dieser Verkauf Ende der 1960er Jahre aufgegeben. Es wurde immer schwieriger, gegen große Brauereien zu bestehen – nicht zuletzt, weil es an Erweiterungsmöglichkeiten zum Aufbau einer rationelleren Produktion fehlte. Die Umfirmierung in Adlerbrauerei Neff OHG erfolgte im Jahr 1980. Am 1. Oktober 1984 wurde die Brauerei von Stuttgarter Hofbräu erworben und ein Jahr später geschlossen, nachdem das noch vorrätige Bier verkauft worden war. Das Brauereigebäude wurde 1986 abgerissen.

## Biersorten
Gebraut wurden Pils und Export, im Winter auch Bockbier.

## Trivia
Von Märklin gab es einen H0-Kühlwagen mit dem Werbeaufdruck Sulzbacher Adlerbräu.